# Moto Club Segre
El Moto Club Segre és una entitat esportiva pontsicana fundada l'any 1969 que es dedica a l'organització i participació en competicions de motociclisme. Presidit per Lluís Capdevila i amb seu al carrer Barcelona de Ponts (Noguera), el Moto Club és conegut especialment per haver organitzat durant anys algunes de les proves de motocròs i enduro més prestigioses del món: el Gran Premi d'Espanya de Motocròs (als circuits El Cluet de Montgai i Montperler de Bellpuig) i l'Enduro del Segre (antigament anomenat Dos Dies del Segre de Tot Terreny).

## Història
L'entitat fou fundada el 1969 pel conegut col·leccionista de motocicletes de Bassella Mario Soler, vicepresident durant anys del club. Des d'un bon començament, l'organització de les curses que convocava va estar encapçalada pels seus fills, els germans Estanis i Toni Soler, fins que a finals de 1985 ambdós es van veure obligats a deixar el Moto Club per motius laborals.
La primera junta directiva del Moto Club va estar presidida per en Jesús Monsonís i Ortiz, qui es mantingué en el càrrec fins al desembre de 1991, en què fou substituït per en Valeri Viladrich i Santallucia. A Viladrich el succeí l'actual president, Lluís Capdevila i Marsans.

## Esdeveniments

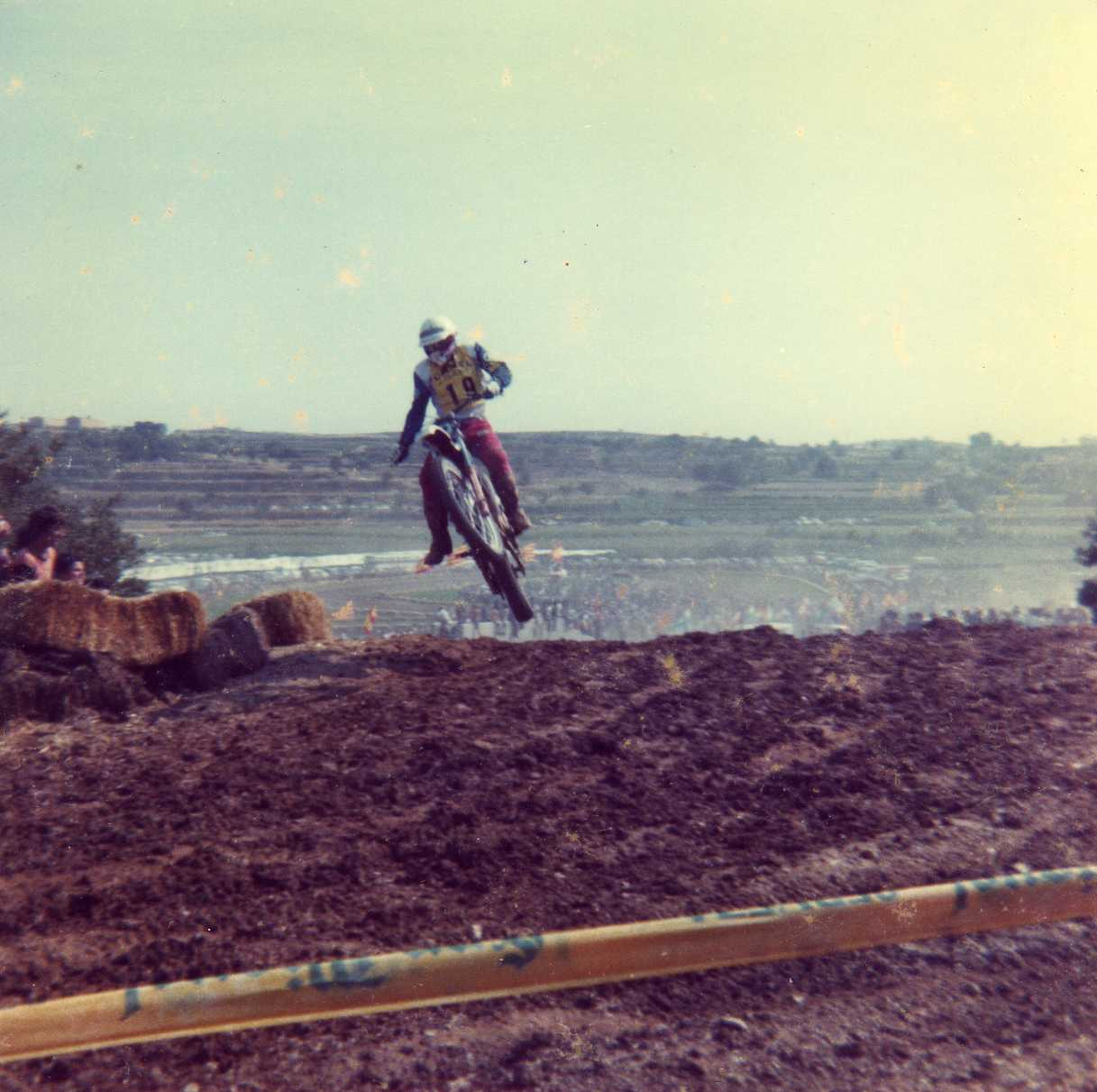
Imatge d'una cursa del GP d'Espanya de 1978, organitzat pel MC Segre a Montgai

Entre els principals esdeveniments internacionals organitzats per l'entitat al llarg de la seva història, cal esmentar diversos Grans Premis de motocròs puntuables per al Campionat del món de l'especialitat:
- Gran Premi d'Espanya de Motocròs 125cc (1975 - 1986, a Montgai i 1994 - 2003, a Bellpuig)
- Gran Premi d'Espanya de Motocròs 250cc (1985, a Montgai)
- Gran Premi d'Espanya de MX1 i MX2 (2004 - 2008, a Bellpuig)
- Gran Premi de Catalunya de Motocròs (2009 - 2010, a Bellpuig)

Aquests Grans Premis varen tenir sempre una molt bona acollida i, per exemple, el de 2006 rebé un guardó que l'acreditava com al millor del món en les categories d'imatge, desenvolupament i infraestructura. El Moto Club Segre és, de fet, el que més premis ha rebut de tot l'estat espanyol (per esmentar-ne algun altre, cal dir que el 2007 rebé el reconeixement com a millor entitat organitzadora de proves de Supercross per part de la Federació Catalana de Motociclisme).
D'altra banda, l'Enduro del Segre (l'altra prova clàssica que organitza el Moto Club d'ençà de 1973) ha estat inclòs també en diverses edicions del Campionat del Món d'enduro, a més de ser històricament una de les proves principals del Campionat estatal.
L'entitat organitza molts altres esdeveniments al llarg de l'any. Només el 2015, tenia programats aquests:
- Motocròs:
  - Motocròs Vila de Bellpuig (Campionat de Catalunya)
  - Motocròs Ciutat de Lleida (Campionat de Catalunya)
  - Motocròs de Ponts (Campionat de Catalunya)
  - Motocròs Festival Segre 2015 a Ponts (Festa del motocròs català)
  - RFME Campionat d'Espanya de motocròs a Bellpuig
- Enduro:
  - Endurada de La Clua (Campionat de Catalunya)
  - Enduret de nens La Clua (Campionat de Catalunya)
  - 3 Hores de Ponts (Campionat de Catalunya de Resistència TT)
  - Enduro Indoor de Barcelona al Palau Sant Jordi de Barcelona (col·laboració amb l'empresa organitzadora, RPM Racing)
- Dirt Track:
  - Dirt Track Ciutat de Lleida
  - Dirt Track de L'Albi
  - Dirt Track de Castellnou de Seana
  - Superprestigio Dirt Track al Palau Sant Jordi (col·laboració amb RPM Racing)
- Trial:
  - SPEA RFME Campionat d'Espanya de trial a La Clua

## Activitat esportiva
El Moto Club Segre és el que té més llicències federatives permanents de Catalunya i de tot l'estat espanyol. El 2014, els seus pilots varen aconseguir nombrosos campionats d'Espanya i de Catalunya. Tot i que l'activitat del club se centra en disciplines de fora d'asfalt, com ara el motocròs i l'enduro, té entre els seus afiliats dos campions del món de velocitat: els germans Àlex i Marc Márquez. Altres campions de renom membres de l'entitat són Ivan Cervantes, Oriol Mena, Xavi Galindo o Isidre Esteve.
Com a reconeixement als èxits dels seus pilots durant la temporada anterior, l'entitat celebra anualment al gener una festa de fi de temporada (habitualment, al local social de la partida de Rufea, a Lleida) amb la presència de centenars de convidats. Hi acostumen a assistir personalitats del món de l'esport, com ara el director del Consell Català de l'Esport, Gerard Martí Figueras i el president de la Federació Catalana de Motociclisme, Josep Abad.

### Circuits de motocròs
El Moto Club Segre ha col·laborat estretament amb el Circuit de Motocròs de Catalunya de Bellpuig des d'un bon començament. El 2013, a més, ambdues entitat signaren un conveni amb la Diputació de Lleida mitjançant el qual el Circuit cedia durant dos anys la gestió i ocupació temporal de les seves instal·lacions al Moto Club, tant per als entrenaments com per a l'organització de les competicions de motocròs.
A més del de Bellpuig, l'entitat gestiona també els circuits de Ponts i Lleida, on organitza tandes d'entrenaments amb complets sistemes de cronometratge.